# Schwarzachtal zwischen Hocha und Schönthal
Schwarzachtal zwischen Hocha und Schönthal este o arie protejată (arie specială de conservare — SAC, sit de importanță comunitară — SCI) din Germania întinsă pe o suprafață de 222,15 ha, integral pe uscat.

## Localizare
Centrul sitului Schwarzachtal zwischen Hocha und Schönthal este situat la coordonatele 49°22′56″N 12°39′58″E / 49.3822°N 12.6661°E.

## Înființare
Situl Schwarzachtal zwischen Hocha und Schönthal a fost declarat sit de importanță comunitară în noiembrie 2004 pentru a proteja 3 specii de animale. Situl a fost protejat și ca arie specială de conservare în aprilie 2016.

## Biodiversitate
Situată în ecoregiunea continentală, aria protejată conține 3 habitate naturale: Cursuri de apă de la nivel de câmpie la nivel montan, cu vegetație Ranunculion fluitantis și Callitricho-Batrachion, Liziere de ierburi înalte hidrofile de câmpie și de nivel montan până la alpin, Fânețe de joasă altitudine (Alopecurus pratensis, Sanguisorba officinalis).
La baza desemnării sitului se află mai multe specii protejate:
- mamifere (2): castor (Castor fiber), vidră de râu (Lutra lutra)
- nevertebrate (1): Margaritifera margaritifera